# Хав'єр Бардем
Хав'є́р Анхель Енсінас Барде́м (ісп. Javier Ángel Encinas Bardem, нар. 1 березня 1969, Лас-Пальмас-де-Гран-Канарія) — іспанський актор. Перший серед іспанців володар премії «Оскар» за найкращу чоловічу роль другого плану. Чоловік іспанської акторки Пенелопи Крус.

## Біографія
Бардем народився в акторській родині: його дідусь — актор Рафаель Бардем, бабуся — акторка Матильда Муньйос Сампедро, мати — акторка Пілар Бардем. Акторами стали і його сестра Моніка Бардем і брат Карлос Бардем. Його дядько Хуан Антоніо Бардем — кінорежисер, як і племінник Мігель.
До того, як стати актором, Хав'єр входив до іспанської національної збірної з регбі. Він також вивчав живопис у художньо-промисловій школі (ісп. Escuela de Artes y Oficios).
Свою першу роль Бардем зіграв у віці шести з половиною років у фільмі «El Pícaro». У віці 11 років він отримав невелику роль у стрічці «El poderoso influjo de la Luna», де грала його мати.
Першою його роллю у повнометражному кіно, яка принесла йому успіх, стала поява Бардема у фільмі «Las edades de Lulú» (1990). У 1992 він зіграв у міжнародному хіті «Шинка, шинка» разом з Пенелопою Крус. Уже 1994 року він отримав приз Міжнародного фестивалю в Сан-Себастьяні за роль у фільмах «Лічені дні» і «Детектив і смерть», а також приз фестивалю «Fotogramas de Plata». Через рік Бардема було удостоєно премії «Го́йї» за найкращу роль другого плану. 1996 року Бардем отримав премію «Го́йї» вже за найкращу головну роль.
Свою першу англомовну роль він отримав у стрічці Алекса де ла Іглесіа «Perdita Durango», за яку у грудні 1997 року Бардем отримав приз глядацьких симпатій Європейської кіноакадемії. У січні 1998 він отримав чергову премію Гойї за найкращу чоловічу роль у фільмі «Жива плоть».
Після зйомок у фільмах на батьківщині, він отримав роль кубинського письменника нетрадиційної сексуальної орієнтації Рейнальдо Аренаса у фільмі «Поки не настане ніч» (2000). За неї Бардема було нагороджено Кубком Вольпі Венеційського кінофестивалю за найкращу чоловічу роль. Також за цю роль Бардема, першого іспанця за весь час існування премії, було номіновано на премію «Оскар».
За свою роль в фільмі «Понеділки на сонці» (2003) Бардем отримав ще одну премію «Гойя» за найкращу чоловічу роль. На церемонії вручення Бардем висловився проти війни в Іраку.
2005 року Бардем знявся у драмі Алехандро Аменабара «Море всередині». За роль Рамона Сампедро, паралізованого чоловіка, який бореться за легалізацію евтаназії, Бардем отримав безліч нагород, зокрема — Кубок Вольпі за найкращу чоловічу роль Венеційського кінофестивалю, Європейської кіноакадемії та номінацію на «Золотий глобус». Того ж року стрічка «Море всередині» отримала «Оскар» як найкращий іноземний фільм.
2006 він зіграв головну роль у екранізації роману Габріеля Гарсія Маркеса «Любов під час холери». 2007 року він разом з Скарлет Йохансон та Пенелопою Крус зіграв у фільмі Вуді Аллена «Вікі Крістіна Барселона».
2008 року Хав'єр Бардем отримав «Золотий глобус» та премію BAFTA в категорії «Найкращий актор другого плану» за фільм «Старим тут не місце». Також за цю роль він, першим серед іспанців, отримав премію «Оскар» як найкращий актор другого плану.
2010 року Бардем отримав приз Каннського фестивалю за найкращу чоловічу роль у мексиканському фільмі «Biutiful» режисера Алехандро Гонсалеса Іньярріту. Також 2010 року Бардем знявся у фільмі «Їсти молитися кохати».

## Особисте життя
У липні 2010 одружився з актрисою Пенелопою Крус. Весілля відбулося на Багамських островах. 25 січня 2011 з'явилася на світ їх перша дитина.

## Активізм
У 2022 році, під час повномасштабного російського вторгнення в Україну, актор підтримав Україну. Разом із сотнями іспанців та небайдужих людей він вийшов на мітинг біля російського посольства в Мадриді. «Я зараз тут, щоб продемонструвати своє засудження войовничих дій російської федерації проти України», — заявив Хав'єр Бардем.

## Фільмографія
- 1980: / El poderoso influjo de la luna
- 1990: Віки Лулу / Las edades de Lulú
- 1991: / Amo tu cama rica
- 1991: Високі підбори / Tacones lejanos
- 1992: Шинка, шинка / Jamón, jamón
- 1993: Золоті яйця / Huevos de oro
- 1993: Втікачі / Huidos
- 1993: Двомовний закоханий / El amante bilingüe
- 1994: Лічені дні / Días contados
- 1994: Детектив і смерть / El detective y la muerte
- 1995: Мати / La Madre
- 1995: Віч-на-віч / Boca a boca
- 1996: Екстаз / Éxtasis
- 1996: Небезпеки кохання / El amor perjudica seriamente la salud
- 1996: Більше, ніж кохання / Más que amor, frenesí
- 1997: Жива плоть / Carne trémula
- 1997: Пердіта Дуранго / Perdita Durango
- 1998: Торренте, дурна рука закону / Torrente, el brazo tonto de la ley
- 1999: Між ніг / Entre las piernas
- 1999: Друга шкіра / Segunda piel
- 2000: Поки не настане ніч / Before Night Falls
- 2002: Та, що танцює нагорі / Pasos de baile
- 2002: Понеділки на сонці / Los lunes al sol
- 2004: Співучасник / Collateral
- 2004: Море всередині / Mar adentro
- 2006: Привид Гойї / Goya's Ghosts / Los Fantasmas de Goya
- 2007: Старим тут не місце / No Country for Old Men
- 2007: Любов під час холери / Love in the Time of Cholera
- 2008: Вікі Крістіна Барселона / Vicky Cristina Barcelona
- 2010: Їсти молитися кохати / Eat, Pray, Love
- 2010: Б'ютифул / Biutiful
- 2012: 007: Координати «Скайфолл» / Skyfall
- 2012: До дива / To the Wonder
- 2013: Радник / The Counselor
- 2017: Пірати Карибського моря: Помста Салазара / Pirates of the Caribbean: Salazar's Revenge
- 2017: Мати! / Mother!
- 2017: Ескобар / Loving Pablo
- 2018: Усі знають / Todos Lo Saben
- 2021: Дюна / Dune
- 2021: Бути Рікардо / Being the Ricardos
- 2022: Мій домашній крокодил / Lyle, Lyle, Crocodile
- 2023: Русалонька / The Little Mermaid
- 2024: Дюна: Частина друга / Dune: Part Two
- 2024: Чудовиська: Історія Лайла й Еріка Менендесів / Monsters: The Lyle and Erik Menendez Story
- 2025: Формула-1 / F1

## Нагороди і номінації
Загалом Хав'єр Бардем має 66 нагород та 32 номінації, зокрема:
- 2025 — номінація на премію Гільдії кіноакторів США за найкращу чоловічу роль у телевізійному фільмі або мінісеріалі (мінісеріал «Чудовиська: Історія Лайла й Еріка Менендесів»)
- 2025 — номінація на премію «Золотий глобус» за найкращу чоловічу роль другого плану у телесеріалі, мінісеріалі або телевізійному фільмі (мінісеріал «Чудовиська: Історія Лайла й Еріка Менендесів»)
- 2022 — номінація на премію «Оскар» за найкращу чоловічу роль у фільмі «Бути Рікардо»
- 2011 — номінація на премію «Оскар» за найкращу чоловічу роль у фільмі «Biutiful»
- 2011 — номінація на премію «BAFTA» за найкращу чоловічу роль у фільмі «Biutiful»
- 2010 — премія Каннського кінофестивалю за найкращу чоловічу роль у фільмі «Biutiful»[9]
- 2009 — номінація на премію «Золотий глобус» за найкращу чоловічу роль у комедії «Вікі Крістіна Барселона»
- 2009 — номінація на премію «Незалежний дух» за найкращу чоловічу роль у фільмі «Вікі Крістіна Барселона»
- 2008 — премія «Оскар» за найкращу чоловічу роль другого плану у фільмі «Старим тут не місце»
- 2008 — премія «Золотий глобус» за найкращу чоловічу роль у фільмі «Старим тут не місце»
- 2008 — премія BAFTA за найкращу чоловічу роль другого плану у фільмі «Старим тут не місце»
- 2005 — номінація на премію «Золотий глобус» за найкращу чоловічу роль у драмі «Море всередині»
- 2005 — премія «Гойя» за найкращу чоловічу роль у фільмі «Море всередині»
- 2004 — премія Європейської кіноакадемії за найкращу чоловічу роль у фільмі «Море всередині»
- 2004 — кубок Вольпі Венеційського кінофестивалю за найкращу чоловічу роль у фільмі «Море всередині»
- 2003 — премія «Гойя» за найкращу чоловічу роль у фільмі «Понеділки на сонці»
- 2003 — номінація на премію Європейської кіноакадемії за найкращу чоловічу роль у фільмі «Понеділки на сонці»
- 2001 — номінація на премію «Оскар» за найкращу чоловічу роль у фільмі «Доки не настала ніч»
- 2001 — номінація на премію «Золотий глобус» за найкращу чоловічу роль у драмі «Доки не настала ніч»
- 2001 — премія «Незалежний дух» за найкращу чоловічу роль у фільмі «Доки не настала ніч»
- 2000 — кубок Вольпі Венеційського кінофестивалю за найкращу чоловічу роль у фільмі «Доки не настала ніч»
- 1998 — номінація на премію «Гойя» за найкращу чоловічу роль у фільмі «Жива плоть»
- 1998 — номінація на премію Європейської кіноакадемії за найкращу чоловічу роль у фільмі «Жива плоть»
- 1996 — премія «Гойя» за найкращу чоловічу роль у фільмі «Віч-на-віч»
- 1995 — премія «Гойя» за найкращу чоловічу роль другого плану у фільмі «Лічені дні»
- 1994 — номінація на премію «Гойя» за найкращу чоловічу роль другого плану у фільмі «Золоті яйця»
- 1993 — номінація на премію «Гойя» за найкращу чоловічу роль другого плану у фільмі «Шинка, шинка»